# Makkumerdiep
Makkumerdiep (officieel, Fries: Makkumer Djip) is een kanaal tussen Makkum en het IJsselmeer in de Nederlandse gemeente Súdwest-Fryslân.
De zandplaat de Makkumerwaard voor de kust van Makkum werd na het graven van het kanaal verdeeld in de Makkumer Noordwaard en in de Makkumer Zuidwaard. Op de Zuidwaard, verbonden met Makkum, werd een industrieterrein aangelegd. Later volgde het recreatiepark (camping en jachthaven) de ‘Holle Poarte’. De Noordwaard bleef een eiland en is sinds 1985 natuurreservaat van It Fryske Gea.

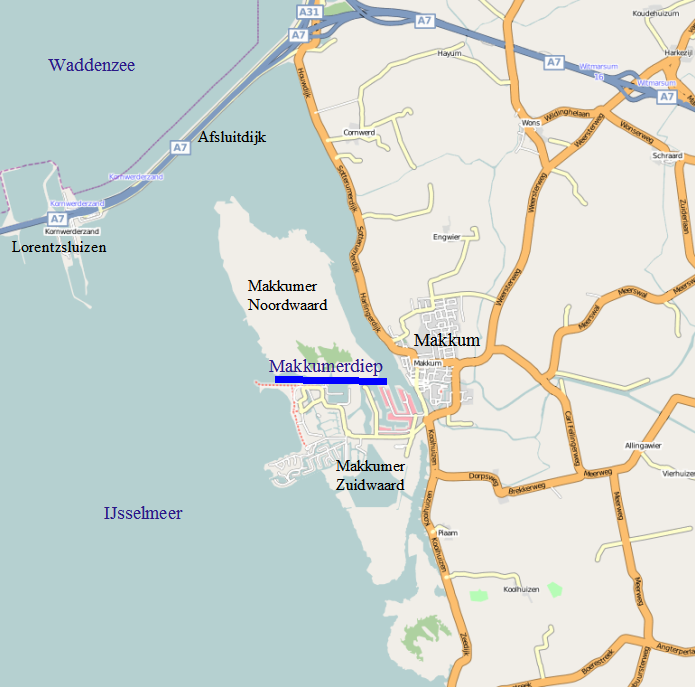
Kaart omgeving